# Gluon
Gluoni so osnovni delci, kvanti, ki posredujejo močno jedrsko silo. Gluoni povezujejo kvarke v nukleone, kot sta proton ali nevtron, ter druge hadrone. Gluoni so električno nenabiti in imajo spin enak 1. Njihova masa je najverjetneje enaka nič. Atomsko jedro je stabilno zaradi gluonskih interakcij.
V kvantni kromodinamiki, dandanes sprejeti teoriji za opis močne jedrske sile, se gluoni izmenjujejo ob interakciji delcev z različnim barvnim nabojem. Ko dva kvarka izmenjata gluon, se njuni barvi zamenjata - gluon vsebujo obenem anti-barvo starega barvnega naboja kvarka in barvo novega barvnega naboja. Ker so gluoni barvno nabiti, interagirajo tudi med seboj, kar privede do tega, da je analiza močne jedrske sile matematično precej zapletena in težka.
Gluoni so bili prvič eksperimentalno zaznani v zgodnjih 80. letih 20. stoletja v pozitronsko-elektronskem trkalniku PETRA v raziskovalnem centru DESY blizu Hamburga, kjer so ob trkih elektronov in pozitronov ponekod opazili tri curke - tretji curek so pripisali temu, da je eden od nastalih kvarkov izseval gluon.